# Панунцит
Панунцит — мінерал класу силікатів. Він названий на честь Ахілла Панунці, професора хімії Неаполітанського університету. Доктор Панунці виявив блоки, викинуті горою Сомма, які містили мінерал.

## Загальна характеристика
Панунцит — це силікат із хімічною формулою (K, Na)AlSiO₄. Він був схвалений як дійсний вид Міжнародною мінералогічною асоціацією в 1978 році. Він кристалізується в гексагональній системі. Його твердість за шкалою Мооса становить 5,5.
Згідно з класифікацією Нікеля-Штрунца, панунцит належить до «09.FA — тектосилікатів без цеолітної H₂O, без додаткових нететраедричних аніонів» разом із такими мінералами: каліофіліт, кальциліт, нефелін, трикальциліт, йошіоказиліт, мегалікосиліт, малиглініт, лізициніт, адулярій, анортоклаз, баддінгтоніт, цельсіана, гіалофан, мікроклін, ортоза, санідин, рубіклін, моналбіт, альбіт, андезин, анортит, бутовніт, лабрадорит, олігоклаз, рідмергнерит, парацельсіан, святославіт, кумдіколіт, славдіколіт, бансоніт, лізет строналзит, данбурит, малевіт, пеквіт, лінгуніт і кокчетавіт.

## Утворення і родовища
Його виявили на горі Сомма, розташованій у вулканічному комплексі Сомма-Везувій, у провінції Неаполь (Кампанія, Італія). Його також було описано в кар'єрі Віспі, у місті Сан-Венанцо, в італійському регіоні Умбрія. Ці два місця є єдиними на планеті, де описано цей різновид мінералу.